# Bonfire (AC/DC)
Bonfire è un box set del gruppo musicale australiano AC/DC, pubblicato nel 1997 dalla Elektra Records.

## Il disco
Pubblicato in Europa, America e Giappone, il cofanetto è dedicato interamente al cantante Bon Scott scomparso nel 1980 e contiene cinque CD:
- CD 1: Live from the Atlantic Studios, registrato a New York negli studi discografici dell'Atlantic Records nel luglio del 1977.
- CD 2-3: Let There Be Rock - The Movie - Live in Paris, registrazioni del concerto di Parigi nel 1979 al Pavillon
- CD 4: Volts, raccolta di inediti, live e prime versioni di brani famosi.
- CD 5: versione originale di Back in Black, uscito nel 1980.

Tutti i brani della raccolta sono eseguiti da Bon Scott, tranne ovviamente le canzoni di Back in Black, cantate da Brian Johnson.
Inoltre i CD raccolti nel cofanetto, sono completati da un ricco booklet descrittivo e con immagini, e da alcuni accessori con logo del gruppo (adesivo, apribottiglie, poster, plettro, etc..).

## Tracce
CD 1 – Live from the Atlantic Studios
1. Live Wire
2. Problem Child
3. High Voltage
4. Hell ain't a Bad Place to be
5. Dog Eat Dog
6. The Jack
7. Whole Lotta Rosie
8. Rocker

CD 2 – Let There Be Rock - The Movie - Live in Paris
1. Live Wire
2. Shot Down in Flames
3. Hell ain't a Bad Place to be
4. Sin City
5. Walk All Over You
6. Bad Boy Boogie

CD 3 – Let There Be Rock - The Movie - Live in Paris
1. The Jack
2. Highway to Hell
3. Girls Got Rhythm
4. High Voltage
5. Whole Lotta Rosie
6. Rocker
7. T.N.T.
8. Let There Be Rock

CD 4 – Volts
1. Dirty Eyes (prima versione di "Whole Lotta Rosie")
2. Touch Too Much (Demo)
3. If You Want Blood (You've Got It) (Demo)
4. Back Seat Confidential (prima versione di "Beating Around the Bush")
5. Get It Hot (Demo)
6. Sin City (Live)
7. She's got balls (Live)
8. School days
9. It's a Long Way to the Top (If You Wanna Rock 'n' Roll)
10. Ride On
11. Bon Scott Interviews

CD 5 – Back in Black
1. Hells Bells
2. Shoot to Thrill
3. What Do You Do for Money Honey
4. Given the Dog a Bone
5. Let Me Put My Love into You
6. Back in Black
7. You Shook Me All Night Long
8. Have a Drink on Me
9. Shake a Leg
10. Rock and Roll ain't Noise Pollution